# Prix Alfried-Krupp de promotion de jeunes professeurs d'université
Le prix Alfried-Krupp de promotion de jeunes professeurs d'université (en allemand Alfried-Krupp-Förderpreis für junge Hochschullehrer) est un prix attribué annuellement, depuis 1986, par la Alfried Krupp von Bohlen und Halbach-Stiftung à des scientifiques en sciences naturelles ou sciences de l'ingénierie.

## Description
Le prix est doté d'un million d'euros, répartis sur cinq années. Les sommes peuvent être utilisées pour financer des emplois de collaborateurs, des boursiers, les dépenses en matériel et en frais de voyage, pour supporter des projets de recherche et pour un usage scientifique personnel.
Sont soutenus les scientifiques qui occupent pour la première fois un poste de professeur dans une université scientifique en Allemagne.
Les propositions de lauréats peuvent être soumises par des personnes individuelles, des institutions d'enseignement supérieur scientifique, et les organisations de recherche en Allemagne. Les auto-candidatures ne sont pas acceptées.

## Lauréats
- 1986: Gerhard Erker (de), Université de Münster
- 1987: Ursula Gather (de), Université technique de Dortmund, Stefan H. E. Kaufmann (de), Université d'Ulm et Heinrich Kurz (de), Université technique de Rhénanie-Westphalie à Aix-la-Chapelle
- 1988: Walter Thiel, Université bergeoise de Wuppertal (de)
- 1989: Lutz-Henning Block, Université de Fribourg-en-Brisgau et Dietrich Kabelitz, Université de Heidelberg
- 1990: Angela D. Friederici (de), Université libre de Berlin
- 1991: Lutz Heide, Université de Fribourg-en-Brisgau
- 1992: Albrecht Böttcher, Université de technologie de Chemnitz
- 1993: Martin Wegener, Université technique de Dortmund[1]
- 1994: Christiane Gatz (de), Université de Bielefeld
- 1995: Onur Güntürkün (de), Université de la Ruhr à Bochum
- 1996: Roland A. Fischer, Université de Heidelberg
- 1997: Frank Mücklich (de), Université de la Sarre
- 1998: Heike Pahl, Université de Fribourg-en-Brisgau
- 1999: Tim Christian Lüth (de), Université Humboldt de Berlin
- 2000: Elke Scheer (de), Université de Constance et Bernhard Breit (de), Université de Heidelberg
- 2001: Dirk Görlich (de), Université de Heidelberg
- 2002: Stefanie Dimmeler, Université Johann Wolfgang Goethe de Francfort-sur-le-Main, Gregor Markl, Université Eberhard Karl de Tübingen et Joachim Spatz (de), Université de Heidelberg
- 2003: Jens Niemeyer (de), Université de Wurtzbourg
- 2004: Ina Schieferdecker (de), Université technique de Berlin
- 2005: Heike Allgayer, Université de Heidelberg
- 2006: Frank Glorius, Université de Marbourg
- 2007: Birgit Liss (de), Université d'Ulm
- 2008: Katja Windt (de), Université Jacobs de Brême
- 2009: Kathrin Bringmann, Université de Cologne
- 2010: Jana Zaumseil (de), Université Friedrich-Alexander d'Erlangen-Nuremberg
- 2011: Hendrik Bluhm, Université technique de Rhénanie-Westphalie à Aix-la-Chapelle
- 2012: Christian Koos, Institut de technologie de Karlsruhe[1]
- 2013: Karsten Borgwardt, Université Eberhard Karl de Tübingen
- 2014: Benedikt Wirth, Université de Münster[2]
- 2015: Sami Haddadin (de), Université Gottfried Wilhelm Leibniz de Hanovre
- 2016: Benjamin Judkewitz, Hôpital universitaire de la Charité de Berlin[3]
- 2017: Alexander Szameit (de), Université de Rostock[4]
- 2018: Julian Stingele, Université Louis-et-Maximilien de Munich[5]
- 2019: Christian Groß, Institut Max-Planck d'optique quantique
- 2020 Pas de prix
- 2021: Monika Aidelsburger, Ludwig-Maximilians-Universität München